# Jesus Garcia Salcedo

Jesus Garcia Salcedo, plus connu sous le nom de métier de Jesse Salcedo, est un auteur-compositeur Texan et photographe dont la notoriété provient des succès qu'ont rencontré certaines de ses œuvres lorsqu'elles ont interprétées par des vedettes comme Ramón Ayala ou Agustin Ramirez.

## Biographie
On ne connait aucun détail de sa vie privée qu'il souhaite visiblement préserver de la curiosité publique. En 1981, il est directeur de la promotion et des ventes de Freddie Records. Il a écrit et composé de nombreuses chansons en collaboration avec Freddie Martinez, mais les rééditions fréquentes de celles-ci ne permettent pas de détecter une éventuelle fin de leur collaboration, si elle n'a jamais eu lieu.
En 1981, il se lamente de la concurrence que créent au Texas, pour la musique de langue espagnole, les nombreux groupes mexicains qui font chuter le prix des billets de concert, mais tempère la concurrence de ceux-ci au niveau de leur programmation par les radios Texanes. Freddie Records vient à l'époque de se doter d'une unité de duplication de cassettes « Sparkling City Tape Duplicators » qui peut produire jusqu'à 30 000 cassettes par mois. Jesse Salcedo promeut la carrière de Zandra, qui a été pendant trois ans secrétaire de Freddie Records et qui entreprend alors une carrière dans la country en espagnol .
Il est crédité en tant que photographe de certaines pochettes d'albums qui ont été produits et distribués par Freddie Records.
Son nom apparaît dans diverses procédures civiles collectives, à propos de paiements de redevances liées à des droits d'auteurs, auxquelles Leticia Letty Salcedo, l'administratrice de la société d'édition de musique JE SA Music, a adhéré, jugées entre 2013 et 2019, et qui démontrent qu'il est toujours vivant à cette date,,.

## Principales œuvres
| Titre                          | ISWC            | Co-auteurs             |
| ------------------------------ | --------------- | ---------------------- |
| Alegria en Navidad             | T-070.222.594-2 | Freddie Martinez       |
| Aquella noche                  | T-070.225.215-0 |                        |
| Arrastrando mis penas          | T-070.225.502-4 |                        |
| Cantinero viejo amigo          | T-070.237.755-6 | Freddie Martinez       |
| Corrido de los hermanos Zuniga | T-903.912.383-6 | Jose Ovidio Guzman     |
| Corrido del Brown Express      | T-903.912.402-2 |                        |
| Cuando digo que te quiero      | T-071.079.023-0 | Freddie Martinez       |
| Cuando te sientas sola         | T-071.245.673-9 |                        |
| Cuando te tengo junto a mi     | T-072.163.511-5 | Alberto Ramirez Leal   |
| El cara parchada               | T-070.252.179-6 |                        |
| El charro y el general         | T-904.340.652-6 |                        |
| El cobrador                    | T-071.083.052-6 |                        |
| El E.T. Chicano                | T-903.938.990-7 |                        |
| El pachuco charanguero         | T-904.409.238-8 |                        |
| Es imposible                   | T-070.253.177-8 | Freddie Martinez       |
| Es muy balla mi ninita         | T-070.253.186-9 | Carlos H Cardenas      |
| Es verdad                      | T-903.941.486-3 | Avelardo R Chavarrilla |
| Esta noche me emborracho       | T-070.253.293-1 |                        |
| Hasta que amanezca             | T-071.136.023-4 |                        |
| Homenaje a domingo pena        | T-071.139.620-1 |                        |
| Impossible                     | T-071.149.491-5 |                        |
| La bendicion del cielo         | T-071.168.957-4 |                        |
| la mafia no perdona            | T-700.035.042-7 |                        |
| La muchacha de enfrente        | T-071.169.089-9 | Reynaldo Paniagua      |
| Lagrimas tristes               | T-071.169.362-7 |                        |
| Lucerito                       | T-700.040.725-2 | Carlos H Cardenas      |
| Me partes el alma              | T-700.042.907-4 |                        |
| Mi musica favorita             | T-700.043.560.1 |                        |
| Mi rancherita                  | T-071.1787.10-8 | Carlos H Cardenas      |
| Mi texanita mi cachanilla      | T-071.178.718-6 | Freddie Martinez       |
| Mi tormento                    | T-071.178.720-0 |                        |
| Mi ultima serenata             | T-071.178.725-5 | Freddie Martinez       |
| Nuesto nido                    | [ note 4 ]      | Jesus Salinas          |
| Pagaras tu precio              | T-071.205.462-0 |                        |
| Papa ya no sigas tomando       | T-071.205.637-5 |                        |
| Para ti es mi cancion          | T-071.205.684-2 | Carlos H Cardenas      |
| Pedacito de mi cielo           | T-700.052.997-7 |                        |
| Prisionero por tu amor         | T-071.208.643-5 | Freddie Martinez       |
| Que linda eres                 | T-072.163.510-4 | Alberto Ramirez Leal   |
| Quiero llorar                  | T-904.341.573-2 | Victor Salazar .       |
| Senora de la noche             | T-071.214.245-4 | Freddie Martinez       |
| Si deberas tu me quieres       | T-071.215.830-9 | Carlos H Cardenas      |
| Sin ti no vale mi vida         | T-700.063.365-0 |                        |
| Te miro en mi copa             | T-700.069.983-4 |                        |
| Tengo ganas de llorar          | T-071.224.202-8 |                        |
| Tragos amargos                 | T-070.247.461-0 | Freddie Martinez       |
| Traigo un sentimiento          | T-071.228.693-5 |                        |
| Tu me ensenaste a querer       | T-700.098.656-3 |                        |
| Una botella                    | T-700.075.483-8 | Freddie Martinez       |
| Una botella y una copa         | T-071.230.351-9 | Freddie Martinez       |
| Una pena clavada               | T-071.230.365-5 | Freddie Martinez       |
| Viejos recuerdos               | T-072.163.512-6 | Alberto Ramirez Leal   |
| Voy a quererte                 | T-071.231.523-5 |                        |
| Voy hacerte feliz              | T-071.231.528-0 |                        |
| Vuelve por mi                  | T-071.231.543-9 | Freddie Martinez       |
| Vuelve pronto mi amor          | T-904.242.063-3 |                        |

## Sources
- (en) « The Latin Cowboys », Billboard, Nielsen Business Media, Inc.,‎ 24 octobre 1981 (ISSN 0006-2510, lire en ligne).
- (es) « Amigo by Los Mañaneros De Nuevo Leon », Strachwitz Frontera Collection, Los Angeles, UCLA Libray (consulté le 20 juin 2021).
- (en) « Hacienda Records awarded attorney’s fees and costs in long-running copyright dispute », sur Tejano Nation, 3 juin 2019.
- (en) « 10-2024 - Guajardo v. Freddie Records, Inc et al », sur U.S. Government Publishing Office, United States District Court Southern District of Texas, 1er décembre 2015.